# Boeing X-20 Dyna-Soar
Dimensions
Le Boeing X-20 Dyna-Soar est un programme mené par la United States Air Force visant au développement d'une navette spatiale militaire capable d'effectuer un ensemble de missions incluant la reconnaissance, le bombardement, le sauvetage d'astronaute, l'entretien de satellites et le sabotage de satellites ennemis. Le programme, dont le coût total est à l'époque de 660 millions de dollars américains (4,73 milliards de dollars actuels), est lancé le 24 octobre 1957 et est abandonné le 10 décembre 1963 alors même que débute la production du premier prototype.
Alors que les autres véhicules spatiaux développés à l'époque, Mercury côté américain et Vostok côté soviétique, ne sont que des capsules qui effectuent leur phase de rentrée atmosphérique sur une trajectoire balistique et regagnent le sol freinées sous des parachutes, le programme X-20 a pour but de développer une véritable navette spatiale capable de planer jusqu'à une piste d'atterrissage et de se poser par ses propres moyens.
Ces caractéristiques font du Dyna-Soar un appareil bien plus avancé technologiquement que les autres véhicules spatiaux de l'époque et les études menées dans le cadre du programme sont utilisées 15 ans plus tard lors de la conception de la navette spatiale américaine.

## Contexte
L'idée d'utiliser une navette spatiale à des fins militaires n'est pas neuve : dans les années 1930, l'ingénieur allemand Eugen Sänger dessine un bombardier spatial qu'il nomme Silbervogel. L'appareil est conçu pour être lancé sur un rail de 3 km de long, monter à 145 km d'altitude à l'aide de son moteur-fusée, parcourir la distance le séparant de sa cible en « rebondissant » sur l'atmosphère, effectuer une rentrée atmosphérique pour larguer une bombe sur son objectif puis regagner en planant un terrain où se poser. Cette utilisation de l'atmosphère comme « tremplin » permet à un appareil compact de parcourir d'énormes distances sans consommation de carburant et d'atteindre des vitesses hypersoniques. En théorie, un bombardier spatial serait donc capable d'atteindre n'importe quel point du globe en quelques dizaines de minutes, il serait de plus quasiment impossible à intercepter.
À la fin de la Seconde Guerre mondiale de nombreux scientifiques allemands sont exfiltrés dans le cadre de l'opération Paperclip menée par l'Office of Strategic Services, parmi eux se trouve le Dr Walter Dornberger, responsable du programme allemand de fusées et de missiles, qui a participé au développement du Silbervogel. Employé par la Bell Aircraft Corporation, Dornberger défend auprès de la USAF les avantages du concept de bombardier spatial. Cette dernière se montre intéressée et demande aux avionneurs Bell, Boeing, Convair, Douglas, Martin, North American, Republic et Lockheed de mener chacun de leur côté l'étude de faisabilité d'un appareil à corps portant capable d'effectuer une rentrée atmosphérique. À la fin des années 1950, ces études débouchent sur de nombreux projets dont le BOMI (pour BOmber MIssile), le HYWARDS (pour HYpersonic Weapons Recherch and Development Supporting system) le ROBO (pour ROcket BOmber) et le Brass (appareil de reconnaissance développé par Bell).

## Historique du programme

### Développement

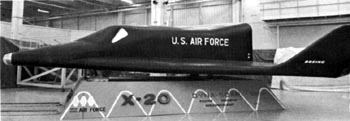
La maquette taille réelle du X-20 Dyna-Soar.

Le 24 octobre 1957, le USAF Air Research and Development Command lance officiellement le programme Dyna Soar sous la désignation Weapon System 464L ayant pour but la conception d'un système d'arme hypersonique à moteur-fusée. Les différentes études menées jusqu'alors sont fusionnées afin de développer un appareil multirôle capable de mener aussi bien des missions de reconnaissance que de bombardement stratégique. Les recherches sont rattachées au programme d'Avions-X sous la désignation X-20 et le démonstrateur technologique doit prendre la suite de l'avion fusée X-15.
Le programme Dyna-Soar doit se dérouler en trois phases :
- Dyna-Soar I pour le développement d'un appareil de recherche.
- Dyna-Soar II pour la version de reconnaissance basée sur le projet Brass de Bell.
- Dyna-Soar III pour la version de bombardement stratégique découlant du projet ROBO.

Le calendrier du programme prévoit un premier largage depuis un avion porteur en 1963 afin de valider l'aérodynamique de l'appareil, les premiers lancements par lanceur devant intervenir à partir de 1966. Une version sans pilote mais représentative de l'appareil final doit prendre l'air en 1968 pour une mise en service opérationnel en 1974.
En mars 1958, neuf avionneurs américains s'engagent dans le programme Dyna-Soar. De tous les projets, seuls ceux de Bell et Boeing sont retenus. Bien que le projet de Bell ait l'avantage de se baser sur un programme de recherche mené depuis six ans, c'est finalement Boeing qui se voit attribuer en juin 1959 le contrat pour le développement de l'appareil. Fin 1961, le lanceur Titan III est retenu, les tirs doivent avoir lieu à partir de la base de lancement de Cap Canaveral en Floride.

### Les astronautes du projet Dyna-Soar
En avril 1960, sept astronautes sont choisis pour participer au projet Dyna-Soar et discrètement contactés. Neil Armstrong et William H. Dana quittent le projet à l'été 1962. Le 19 septembre 1962, Albert Crews est choisi en remplacement et le nom des six astronautes finalement retenus sont rendus publics : Albert H. Crews Jr (en), Henry C. Gordon (en), William J. Knight, Russell L. Rogers (en), James W. Wood pour l'USAF et Milton Orville Thompson pour la NASA. Plusieurs de ces astronautes seront d'ailleurs plus tard impliqués dans les essais des prototypes du programme de lifting bodies (corps portants) de la NASA (avec les planeurs supersoniques Northrop M2-F2, M2-F3, et HL-10).
Fin 1962, le projet Dyna-Soar prend le nom de programme X-20. Le lanceur retenu pour la première phase du programme est testé avec succès et la USAF dévoile officiellement le programme X-20 lors d'une cérémonie à Las Vegas.

### Lancements prévus dans le cadre du programmeDyna-Soar I

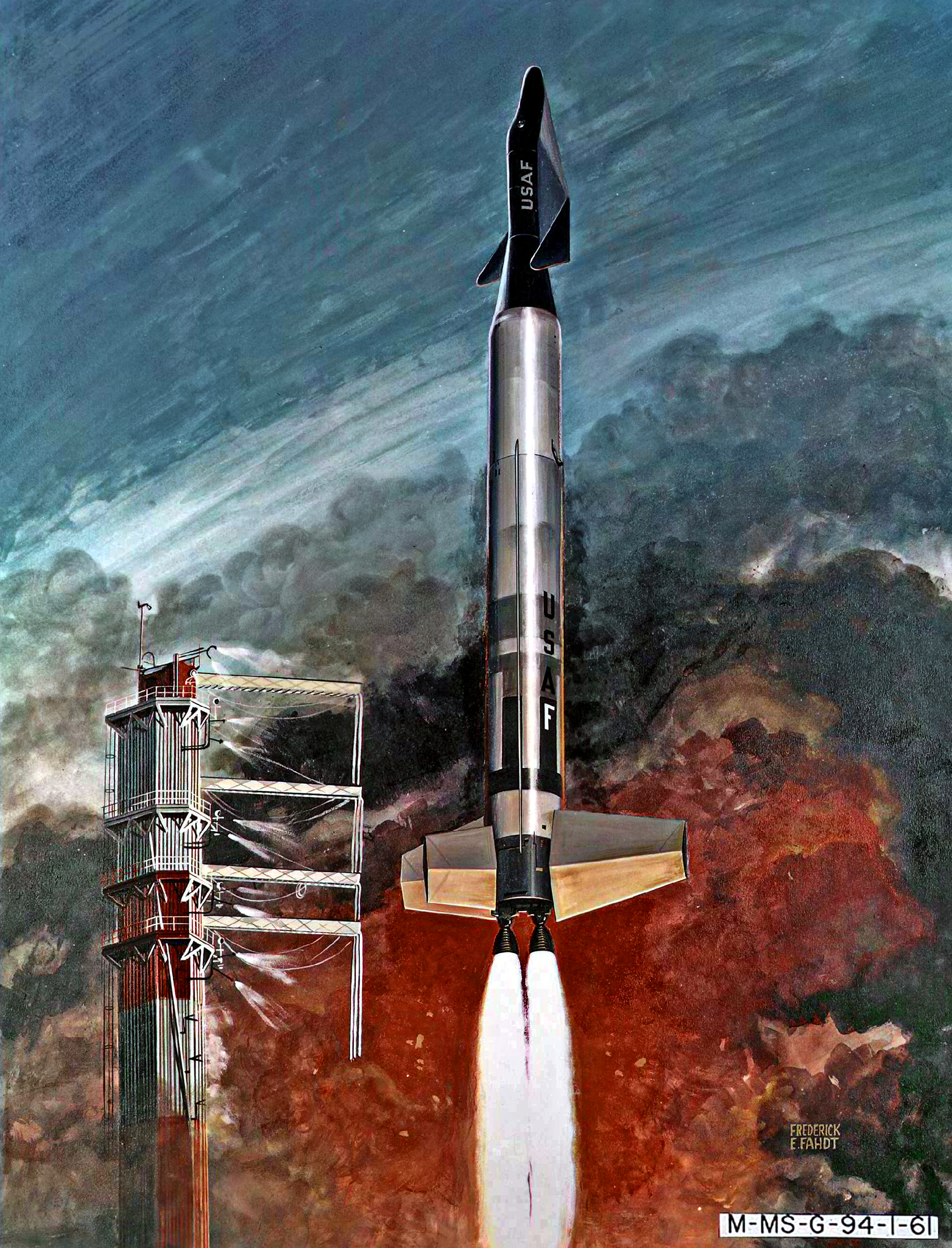
Vue d'artiste d'un Dyna-Soar lancé par un lanceur Titan II.

Dans le cadre du programme Dyna-Soar I, dix lancements sont planifiés le premier devant avoir lieu en janvier 1966, les suivants s'échelonnant jusqu'en mars 1968 :
| Nom Du vol   | Date           | Equipage | Remarques |
| ------------ | -------------- | -------- | --------- |
| Dyna-Soar 1  | janvier 1966   | aucun    |           |
| Dyna-Soar 2  | avril 1966     | aucun    |           |
| Dyna-Soar 3  | juillet 1966   | 1        |           |
| Dyna-Soar 4  | octobre 1966   | 1        |           |
| Dyna-Soar 5  | mars 1967      | 1        |           |
| Dyna-Soar 6  | mai 1967       | 1        |           |
| Dyna-Soar 7  | juillet 1967   | 1        |           |
| Dyna-Soar 8  | septembre 1967 | 1        |           |
| Dyna-Soar 9  | décembre 1967  | 1        |           |
| Dyna-Soar 10 | mars 1968      | 1        |           |

À la suite de l'abandon du programme le 10 décembre 1963, tous les lancements sont annulés.

### Problèmes rencontrés et causes de l'abandon du programme

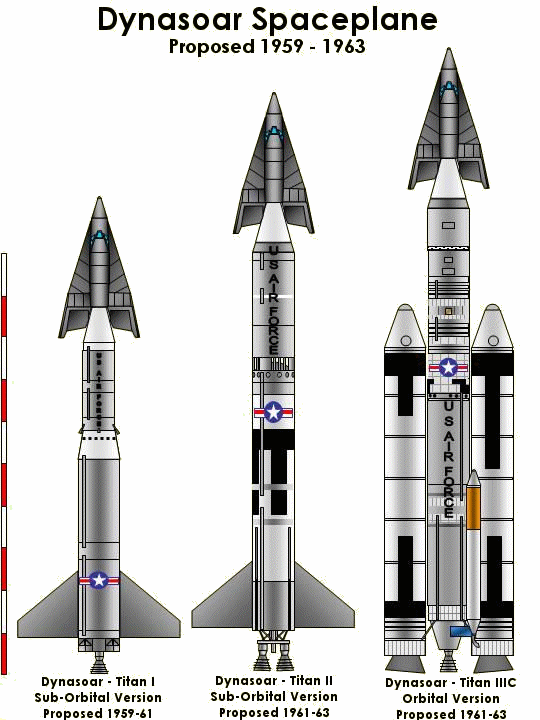
Les différents lanceurs prévus.

Hormis les difficultés financières inhérentes à tout programme de recherche, le programme Dyna-Soar fait face à deux problèmes majeurs : les incertitudes sur la capacité du lanceur et du moteur-fusée de l'appareil à placer en orbite le X-20 et le manque de définitions précises des missions qui seraient confiées à l'appareil final.
Plusieurs moteurs-fusées sont étudiés pour propulser l'aéronef. La USAF propose d'abord de développer un moteur utilisant de l'oxygène liquide, du JP-4, du fluorure d'hydrazine et du fluorure d'ammonium puis d'adapter le moteur-fusée XLR99 utilisé sur le X-15. Concernant le lanceur, Boeing est favorable au développement d'un lanceur Atlas équipée d'un étage Centaur tandis que la USAF préfère utiliser un lanceur Titan. D'après les études menées par la  Glenn L. Martin Company, les premières versions du Titan s'avèrent incapables de placer en orbite les 5 tonnes du X-20.
Les versions suivantes, Titan II et Titan III, ainsi que le Saturn I peuvent emporter l'appareil. Plusieurs études sont menées sur ces lanceurs dans différentes configurations avant que le Titan IIIC ne soit finalement retenu. Ces tergiversations quant au choix du lanceur font prendre du retard au programme et compliquent la gestion du calendrier du projet.
Les buts originels du programme Dyna-Soar, définis lors de la définition du projet Weapon System 464L, est de concevoir un appareil de recherche permettant le développement d'un système d'arme complet. Le fait que la USAF mène un programme de recherche sur le vol habité, programme normalement alloué à la NASA soulève de nombreuses questions. Pour leur défense, les membres de la USAF responsables du programme soulignent à plusieurs reprises que, contrairement à ceux de la NASA, leurs ingénieurs sont parvenus à maîtriser le contrôle d'un appareil en phase de rentrée atmosphérique, et pour cause la majorité des efforts du programme ont pour but la maîtrise de cette technologie. Le 19 janvier 1963, le secrétaire de la Défense Robert McNamara demande à la USAF de mener une étude comparative pour déterminer qui, de l'avion spatial Dyna-Soar ou de la capsule Gemini, fournirait la meilleure base au développement d'un système d'arme complet. À la mi-mars 1963, après avoir reçu les conclusions de l'étude, McNamara déclare que « L'Air Force avait trop mis l'accent sur le contrôle lors des phases de rentrée atmosphérique alors qu'elle n'avait pas fixé d'objectifs réels quant au vol orbital ». Cette analyse est vue par les responsables du programme comme un changement dans la position adoptée par le secrétaire de la Défense concernant le programme. Le projet Dyna-Soar est aussi très coûteux alors même que le premier vol habité n'est prévu, au plus tôt, que pour le milieu des années 1960. Les difficultés financières et le manque réel d'objectifs clairs rendent l'existence du programme de plus en plus difficile à justifier par les dirigeants de la USAF.
Le programme X-20 Dyna-Soar est finalement abandonné le 10 décembre 1963 alors même que débute la production du premier prototype.
Après cet abandon, la USAF annonce le lancement d'un autre programme baptisé Manned Orbital Laboratory visant à placer en orbite une station spatiale et une capsule Gemini et de l'utiliser comme plateforme de reconnaissance. Ce projet est finalement abandonné en 1969. Un autre projet d'avion spatial de reconnaissance est mené en secret, il s'agit du programme hautement classifié ISINGLASS (en) qui est finalement lui aussi abandonné.

## Caractéristiques de l'appareil

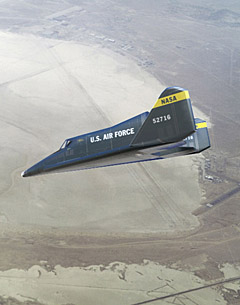
Vue d'artiste du X-20 en phase d'approche d'atterrissage à Edwards Air Force Base.

Les caractéristiques générales de l'appareil sont définies dès le mois de mars 1960. Le Dyna-Soar doit être doté d'un corps portant, d'une aile delta et d'ailettes marginales verticales permettant d'assurer le contrôle en lacet. La structure externe de l'appareil est principalement constituée de superalliage René 41. Le ventre de l'appareil est protégé des effets thermiques de la rentrée atmosphérique par des plaques d'isolant à base de molybdène tandis que son nez est revêtu d'un composite de carbone et de tiges de zirconium.
Bien que la forme définitive ait connu de nombreux changements au fil des différents stades du programme, la configuration générale reste la même : la cabine monoplace est située à l'avant, en arrière de celle-ci on trouve une soute à équipement contenant l'avionique de l'appareil, l'armement, les équipements de reconnaissance ou, pour la version X-20X une cabine pouvant accueillir quatre passagers.
Derrière la soute à équipement se trouve le moteur-fusée utilisé pour manœuvrer l'appareil en orbite, il est aussi prévu que le moteur soit allumé en cas de problème lors du lancement pour permettre à l'appareil de se séparer de son lanceur et de regagner un terrain de déroutement. Le moteur-fusée doit être largué avant d'entamer la rentrée atmosphérique. Lors de cette phase un bouclier thermique vient protéger le pare-brise de l'appareil puis est largué afin de permettre au pilote de poser l'appareil en toute sécurité. C'est aussi pour des raisons de résistance thermique que le train d'atterrissage de l'appareil est équipé de ski, des roues dotées de pneumatique auraient nécessité un refroidissement des caissons de train lors de la phase de rentrée atmosphérique. Ces skis fabriqués par la firme Goodyear sont, comme la majorité de la structure de l'appareil, en superalliage René 41.
Pour mener à bien ses missions, le X-20 doit être capable de changer l'inclinaison de son orbite en utilisant l'atmosphère terrestre comme une sorte de « trampoline ». Ce type de manœuvre étant très gourmande en énergie, l'appareil doit utiliser le 3e étage de son lanceur Titan III, qui n'est donc pas utilisé pour la mise en orbite, comme moteur d'appoint.